# Huzhou

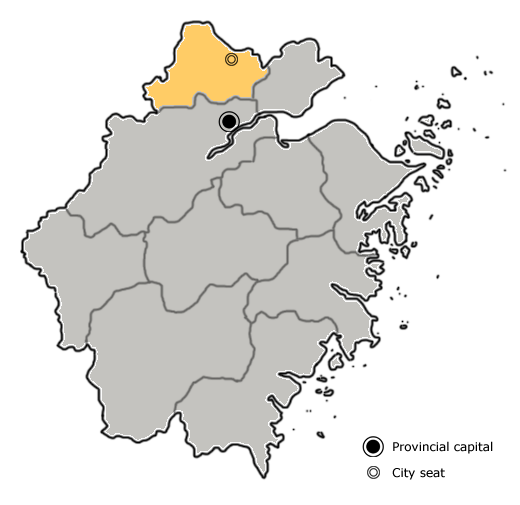
Lage Huzhous in Zhejiang

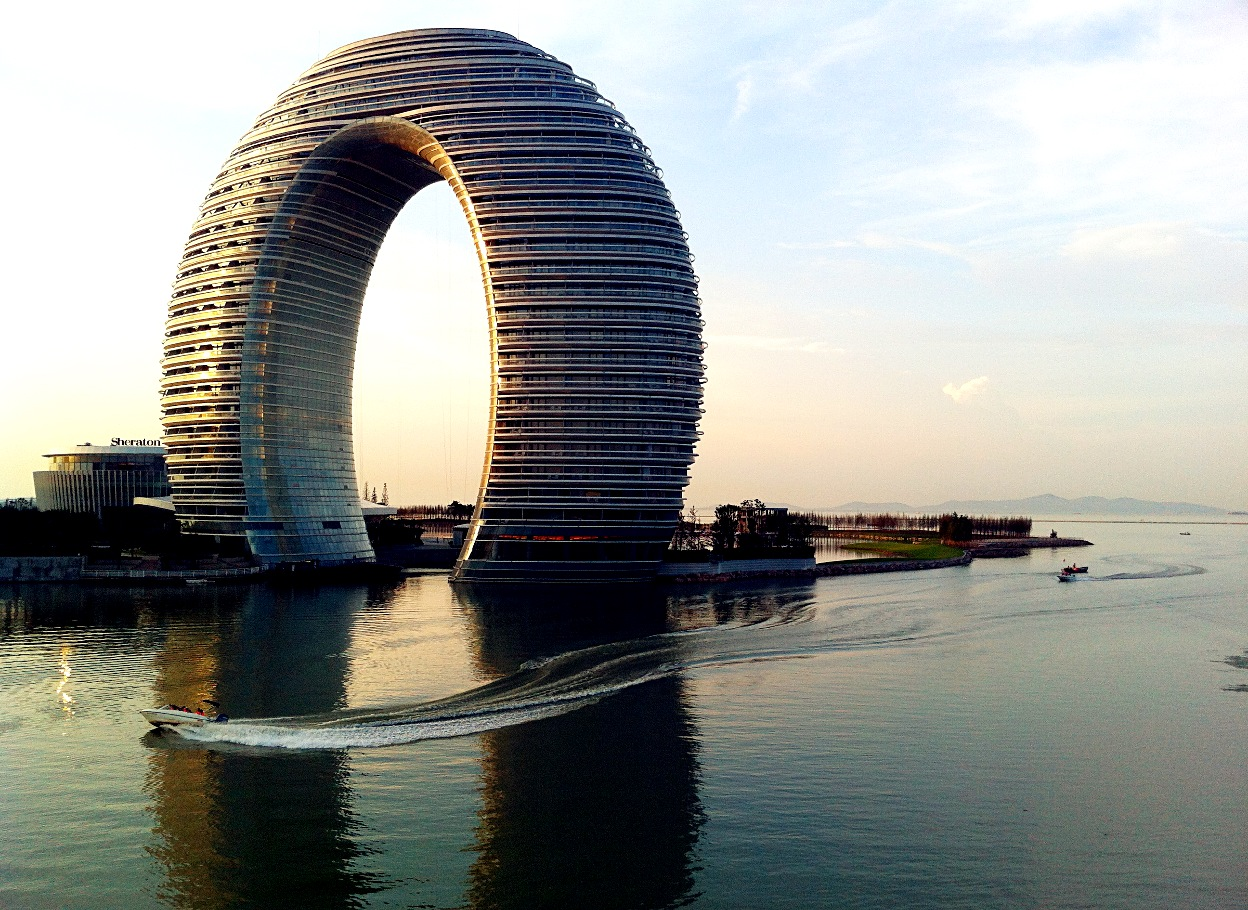
Sheraton Huzhou Hot Spring Resort

Huzhou (chinesisch 湖州市, Pinyin Húzhōu Shì) ist eine bezirksfreie Stadt mit 3.367.579 Einwohnern (Stand: Zensus 2020) in der vorwiegend Wu-sprachigen chinesischen Provinz Zhejiang. Huzhou hat eine Fläche von 5.827 km².
Huzhou setzt sich aus zwei Stadtbezirken und drei Kreisen zusammen (Stand: Zensus 2020):
- Stadtbezirk Wuxing (吴兴区 	Wúxīng Qū), 861 km², 1.015.937 Einwohner;
- Stadtbezirk Nanxun (南浔区 	Nánxún Qū), 703 km², 542.889 Einwohner;
- Kreis Changxing (长兴县 Chángxīng Xiàn), 1.436 km², 673.776 Einwohner;
- Kreis Deqing (德清县 Déqīng Xiàn), 938 km², 548.568 Einwohner;
- Kreis Anji (安吉县 Ānjí Xiàn), 1.889 km², 586.409 Einwohner.

Huzhou hat die Telefonvorwahl 572.

## Persönlichkeiten
- Yang Lina (* 1994), Fußballspielerin
- Guan Daosheng (* 1262, † 1319), Dichterin, Kalligrafin und Malerin